# Caerano di San Marco
Caerano di San Marco là một đô thị (comune) thuộc tỉnh Treviso, vùng Veneto, Ý. Đô thị này có diện tích km2, dân số là 7928 người (thời điểm 30 tháng 6 năm 2008).